# هبة عبد الحكيم
هبة عبد الحكيم ممثلة مصرية، ولدت في 15 مارس 1981 تخرجت من كلية الآداب قسم المسرح وكانت بداية مسيرتها الفية من خلال التلفزيون حيث شاركت بمسلسل زمن عماد في عام 2002 ثم مسلسل إنسى اللي فات يا فرحات بنفس العام ولكن شهرتها الحقيقية جاءت عندما شاركت في فيلم التجربة الدنماركية في عام 2003. لها العديد الأعمال التلفزيونية والسينمائية، عادة ما تكون مشاركاتها بالأعمال في الأدوار الصغيرة والثانوية من أبرزها الباطنية والدكتاتور وعمر وسلمى.

## أعمالها

### أفلام
- الديكتاتور: 2009-سمية عشيقة عزيز
- عمر وسلمى: 2007
- شباب في الممنوع: 2007
- كان يوم حبك: 2005
- التجربة الدنماركية: 2003-العروسة

### مسلسلات
| - طاقة القدر: 2017-ماجي - اللهم إني صايم: 2017-مروة - جراب حواء: 2016 - مولانا العاشق: 2015-نوسة - المطلقات: 2015 - نونة المأذونة: 2011-عايدة - القطة العميا: 2010-سوزي | - الباطنية: 2009-الراقصة/ سوزي - مشاعر في البورصة: 2009 - قمر 14: 2008 - مسك الليل: 2008 - أولاد عزام: 2007 - امرأة فوق العادة: 2007 - قلوب تائهه: 2006 | - حياتي أنت: 2006 - أولاد الشوارع: 2006 - السيرة العاشورية: الحرافيش (ج2): 2005 - أحلام عادية: 2005 - أصحاب المقام الرفيع: 2004 - الحب والعنف: 2004 | - البنات: 2003-سهام - ثورة الحريم: 2003 - زمن عماد الدين: 2002-حجازية - أين قلبي: 2002 - إنسى اللي فات يا فرحات: 2002 - حرس سلاح: 2002 |

## روابط خارجية
- هبة عبد الحكيم على موقع الدهليز
- هبة عبد الحكيم على موقع قاعدة بيانات الأفلام العربية